# Johan Edzart van Welderen Rengers
Johan Edzart van Welderen baron Rengers (Leeuwarden, 1 juli 1877 – IJsbrechtum 23 maart 1963) was een Nederlands veefokker en politicus.

## Familie
Van Welderen Rengers was een zoon van Wilco Julius van Welderen baron Rengers (1834-1916) en Catharina Theresia Looxma (1843-1911). Hij trouwde met jkvr. Aletta Catharina van Andringa de Kempenaer, uit dit huwelijk werden een zoon en vier dochters geboren. Hij was een broer van Eerste Kamerlid Theo van Welderen baron Rengers (1867-1945) en Age Johan Looxma van Welderen Rengers (1875-1947), burgemeester van Menaldumadeel.

## Loopbaan
Van Welderen Rengers studeerde twee jaar landbouwkunde in Denemarken en promoveerde in 1901 tot doctor aan de universiteit van Halle (Saale). Hij werd fokker van Fries stamboekvee en was daarnaast onder meer secretaris van het Friesch Rundvee-Stamboek (vanaf 1906), voorzitter van de Friese Maatschappij van Landbouw (1907-1918) en voorzitter van de provinciale commissie ter bevordering van de rundveefokkerij in Friesland.
Hij was ook politiek actief; hij was gemeenteraadslid van Wymbritseradeel en lid van de Provinciale Staten van Friesland (1910-1922, 1923-1931). Hij was een half jaar, van 31 januari 1922 tot 24 juni 1922, lid van de Eerste Kamer der Staten-Generaal. In de Kamer hadden de onderwerpen landbouw, handel en onderwijs zijn speciale belangstelling.
Hij bekleedde diverse nevenfuncties en was onder meer lid (1922-1937) en voorzitter (vanaf 1937) van het college van curatoren van de Rijksuniversiteit Groningen, voorzitter van het college van curatoren Landbouwhogeschool te Wageningen (vanaf 1927) en voorzitter van de Raad van Beroep voor directe belastingen te Leeuwarden.
Van Welderen Rengers was Ridder in de Orde van de Nederlandse Leeuw. Hij overleed in 1963, op 85-jarige leeftijd, op zijn landgoed Epemastate.
- Biografisch Portaal: 80008058
- Parlement.com: vg09llcuv6xz